# Michel Muller
Michel Muller (* 9. září 1966, Vídeň, Rakousko) je francouzský herec, scenárista a režisér.

## Biografie
Michel Muller se narodil v roce 1966 ve Vídni v Rakousku. Opustil univerzitu a zahájil svoji kariéru v zábavním průmyslu, jako vystupující v one-man show, po celé Francii. V roce 2001 si zahrál ve filmu Wasabi se Jeanem Reno a Rjóko Hirosueovou.
V roce 2007 vyhrál cenu Genie Award - Nejlepší herec ve vedlejší roli za roli ve filmu Kniha pomsty.

## Filmografie
| Rok  | Titul                                                                            | Role                 | Poznámky                                      |
| ---- | -------------------------------------------------------------------------------- | -------------------- | --------------------------------------------- |
| 1998 | La voie est libre                                                                | pokladní na nádraží  |                                               |
| 1998 | Vlak života (Train de vie)                                                       | Yossi                |                                               |
| 1998 | Pod pokličkou (Cuisine américaine)                                               | Tax inspector        |                                               |
| 1999 | Asterix a Obelix (Astérix et Obélix contre César)                                | Malosinus            |                                               |
| 1999 | Jako ryba na suchu (Comme un poisson hors de l'eau)                              | Désiré               |                                               |
| 1999 | Rub a líc (Recto / Verso)                                                        | Joël                 |                                               |
| 2000 | Taxi 2                                                                           | Manžel těhotné ženy  |                                               |
| 2000 | Hluboko v lesích (Promenons-nous dans les bois)                                  | Le policier          |                                               |
| 2001 | Wasabi                                                                           | Maurice 'Momo'       |                                               |
| 2003 | Fanfán Tulipán (Fanfan la tulipe)                                                | Tranche Montagne     |                                               |
| 2003 | Satánek (Mauvais esprit)                                                         | Simon Variola        |                                               |
| 2005 | La vie de Michel Muller est plus belle que la vôtre                              | sebe                 | Také režisér                                  |
| 2005 | La vie est à nous!                                                               | La Puce              |                                               |
| 2006 | Guide de la petite vengeance                                                     | Robert               | Genie Award - Nejlepší herec ve vedlejší roli |
| 2008 | Leur morale ... et la Nôtre                                                      | Bricol               |                                               |
| 2009 | La grande vie                                                                    | Félix                |                                               |
| 2009 | Tragédie Grouick                                                                 |                      | krátký film                                   |
| 2011 | Pět malých prasátek (Les petits meurtres d'Agatha Christie: Cinq petits cochons) | Jean-Charles Humbert |                                               |
| 2012 | Hénaut président                                                                 | Pierre Hénaut        |                                               |